# Hyalopeplus pellucidus
Hyalopeplus pellucidus är en insektsart som först beskrevs av Carl Stål 1859.  Hyalopeplus pellucidus ingår i släktet Hyalopeplus och familjen ängsskinnbaggar. Inga underarter finns listade i Catalogue of Life.